# Keene’s Automobile Works
Keene’s Automobile Works war ein britischer Hersteller von Automobilen.

## Unternehmensgeschichte
Das Unternehmen aus London begann 1904 mit der Produktion von Automobilen. Der Markenname lautete Keenelet. Im gleichen Jahr endete die Produktion, als das Unternehmen in Bankrott ging.

## Fahrzeuge
Im Angebot stand ein Dampfwagen. Ein Dampfmotor mit einem Zylinder und 12 PS Leistung trieb das Fahrzeug an. In zeitgenössischen Presseberichten wie Automobile Welt und The Tatler wurde das Modell gelobt.